# Аллор Куимперский
Аллор (V век) — святой, епископ Кемперский, день памяти — 26 октября.
Святой Аллор (Allor, Alor), или Алур (Alour), был вторым преемником св. Корентина на епископской кафедре Кемпера. Имеется освящённая в его честь церковь в Эргье-Армеле (бретон.: An Erge vihan) неподалёку от Кемпера.
Св. Аллор считается покровителем коневодов.